# Jewgeni Bogdanow
Jewgeni Michailowitsch Bogdanow (ukrainisch Євгеній Михайлович Богданов; * 27. Februar 1952 in Lwiw; † 30. Oktober 2010 in Lwiw) war ein ukrainischer Schachkomponist.
Mit dem Komponieren von Schachaufgaben begann er 1967. Bis 2009 publizierte er mehr als 6500 Aufgaben, vorwiegend Zweizüger, Dreizüger, Mehrzüger, Hilfsmatts und Selbstmatts, darunter über 4000 Miniaturen. Mehr als 2500 Aufgaben wurden in Turnieren ausgezeichnet, davon über 1000 mit Preisen (über 300 erste Preise).
Ab 1970 war er Preisrichter von mehr als 60 internationalen Turnieren. Er war Autor einer Reihe von Tasks und Themen sowie von Büchern und Artikeln zur Schachkomposition. Bogdanow war in den 2000er Jahren bis zu seinem Tod Herausgeber der Zeitschrift Chess Leopolis, die als PDF-Datei im Internet sowie gedruckt erschien.
1989 erhielt er den Titel Internationaler Meister für Schachkomposition. 2012 wurde er posthum zum Großmeister für Schachkomposition ernannt.